# Rikard Larsson (konservator)
Rikard Bengt Larsson, född 21 juli 1952, är en svensk stenkonservator, författare och fotograf.
Rikard Larsson har utbildat sig på Konstfack och Kungliga Konsthögskolan i Stockholm. Han har arbetat som stenkonservator i Stockholm, bland annat med byggnader i Gamla stan i Stockholm.